# Liste der Bodendenkmäler in Sassenberg
Die Liste der Bodendenkmäler in Sassenberg enthält die denkmalgeschützten unterirdischen baulichen Anlagen, Reste oberirdischer baulicher Anlagen, Zeugnisse tierischen und pflanzlichen Lebens und paläontologischen Reste auf dem Gebiet der Stadt Sassenberg im Kreis Warendorf in Nordrhein-Westfalen (Stand: November 2020). Diese Bodendenkmäler sind in Teil B der Denkmalliste der Stadt Sassenberg eingetragen; Grundlage für die Aufnahme ist das Denkmalschutzgesetz Nordrhein-Westfalen (DSchG NRW).
| Bild | Bezeichnung                                                 | Lage                  | Beschreibung | Bauzeit | Eingetragen seit | Denkmal- nummer |
| ---- | ----------------------------------------------------------- | --------------------- | --- | ------- | ---------------- | --------------- |
|      | Grabhügel (ohne Bewuchs)                                    | Füchtorf              | Durchmesser: ca. 18,0 m, Höhe: 0,8 - 1,0 m; Grabhügel mit größerer zentraler Antrichterung. Aufgrund seiner Größe ist als Entstehungszeit des Grabhügels die späte Jungsteinzeit/frühere Bronzezeit anzunehmen. |         | 31.08.1989       | 1               |
|      | Grabhügel (ohne Bewuchs)                                    | Füchtorf              | Durchmesser: 18,0 m, Höhe: 0,80 m; Gut erhaltener Grabhügel mit zentraler Antrichterung. Aufgrund seiner Größe ist als Entstehungszeit des Grabhügels die späte Jungsteinzeit/frühe Bronzezeit anzunehmen. |         | 31.08.1989       | 2               |
|      | Wallanlage (ohne Bewuchs)                                   | Gröblingen            | Rechteckige Wallanlage, mittelalterliche Kampeinfriedung. Sogenannte "Platzwälle", auch "Steinkamp". Ausmaße ca. 200 m × 200 m, Ausrichtung NW-SO. Wallhöhe bis ca. 0,8 m. Wallbreite bis ca. 10 m. Außen vorgelagerter, flacher Graben. Im SO ist der Wall auf ca. 100 m unterbrochen. Südlicher Graben mit mehreren Unterbrechungen durch Ackerzufahrten. Innenfläche Acker. |         | 27.09.1990       | 3               |
|      | Landwehr-Teilstück                                          | Gröblingen            | 4 Wälle. Westlicher Wall zum Teil durch Sassenberder Graben modern abgegraben. Östlicher Innenwall streckenweise stark verflacht. Graben zwischen östlichem Mittelwall und Ostwall verfüllt, teilweise leicht erhöht, wohl für alte Wegetrasse. Östlicher Außengraben tief, wohl durch nachträglichen Aushub verändert. Westlicher Außengraben wird durch den Sassenberger Graben gebildet, rezent verändert. Im S sind nördlich der Straße die Wälle auf ca. 20 m eingeebnet. Teil eines größeren Landwehr-Systems zwischen Ems und Hessel an der Ostgrenze des Bistums Münster. |         | 18.02.1991       | 4 a             |
|      | Landwehr-Teilstück                                          | Gröblingen            | 4 Wälle, im nordöstlichen Bereich stark verflacht. Westlicher Außengraben durch Sassenberger Graben gebildet, hierdurch westlicher Wall z. T. abgegraben. Auf dem westlichen Innenwall neuerer Fußweg, Gräben zwischen östlichem Innenwall und Ostwall verfüllt, z. T. leicht erhoben, wohl für ältere Wegetrasse. Im Ostwall im südlichen Bereich Störung durch junge Eingrabung ca. 2× 2 m. Im südlichen Bereich westlicher Innenwall teilweise seitlich angegraben, zwischen den Wällen hier sumpfiges Gelände. Am südlichen Ende Störung durch neuere Gräben. Teil eines größeren Landwehr-Systems zwischen Ems und Hessel an der Ostgrenze des Bistums Münster. |         | 18.02.1991       | 4 b             |
|      | Landwehr-Teilstück in Dackmar                               | Dackmar               | Teil einer territorialen Landwehr des sog. Landhagens Münsterland-Ost, welche als Sperre des Geländes zwischen Ems und Hessel diente. Belegt die Verteidigungsbereitschaft der Bewohner im 14. - 16. Jahrhundert. |         | 25.07.1991       | 5               |
|      | Landwehr in Dackmar (ohne Bewuchs)                          | Dackmar               | Teil einer territorialen Landwehr des sog. Landhagens Münsterland-Ost, welche als Sperre des Geländes zwischen Ems und Hessel diente. Belegt die Verteidigungsbereitschaft der Bewohner im 14. - 16. Jahrhundert. |         | 18.02.1991       | 6               |
|      | Grabhügelfeld Fredde                                        | Füchtorf              | Die noch bestehenden 4 Grabhügel des Grabhügelfeldes "Fredde" stellen sich mit unterschiedlichen Durchmessern (von ca. 8 m bis ca. 19,2 m) und Höhen (0,5 m bis 0,8 m) dar. Sie weisen teilweise zentrale Antrichterungen und leichte Störungen auf. Das Grabhügelfeld ist siedlungsgeschichtlich und wissenschaftlich von Bedeutung. |         | 17.12.1991       | 7               |
|      | Vorgeschichtlicher Fundplatz Sassenberg West (ohne Bewuchs) | Sassenberg            | Durch Geländebegehungen wurde auf der südlichen Terrasse der Hessel westlich von Sassenberg ein ausgedehnter Fundplatz nachgewiesen. Das Fundmaterial umfasst Keramik, die innerhalb der Vor- und Frühgeschichte noch nicht näher einzuordnen ist sowie Feuersteingeräte und Werkabfall der jüngeren Steinzeit. Nach derzeitigem Kenntnisstand handelt es sich um eine zu mehreren Perioden belegte Siedlung. Das Bodendenkmal ist siedlungsgeschichtlich von Bedeutung. Es handelt sich um einen frühen Nachweis der Besiedlung des Raumes Sassenberg. Die Topographie des Siedlungsplatzes ist typisch für Siedlungen der Vor- und Frühgeschichte sowie des Mittelalters im Münsterland. Die Bedeutung des Bodendenkmals wird noch gesteigert durch die Tatsache, dass es sich um den einzigen bisher belegbaren Siedlungsplatz der Jungsteinzeit im engeren Raum Sassenbergs handelt. Das Bodendenkmal ist bedeutend für die Geschichte des Menschen im heutigen Sassenberg. Es handelt sich um eine der frühesten belegten Siedlungen im Gebiet Sassenbergs und dokumentiert damit den Beginn der Besiedlung dieses Raumes.      |         | 26.03.1992       | 8               |
|      | Eisenzeitliches Gräberfeld (ohne Bewuchs)                   | Sassenberg            | Bei Sandgewinnungsarbeiten wurden im Jahre 1910 auf dem sog. Uhlenknapp Urnenfunde gemacht, die heute verschollen sind. 1937 wurde ein weiteres Grab entdeckt. Damit ist der Beleg für ein an dieser Stelle vorhandenes, umfangreiches Gräberfeld der Bronze-/Eisenzeit erbracht. Ähnliche Gräberfelder dieser Zeit in Westfalen haben eine Ausdehnung von mehreren Hektar. Es ist mit an Sicherheit grenzender Wahrscheinlichkeit damit zu rechnen, dass das Gräberfeld von Sassenberg sich über den gesamten Höhenzug südwestlich von Sassenberg erstreckte. Das Bodendenkmal ist siedlungsgeschichtlich von Bedeutung. Es handelt sich um einen Beleg für eine Besiedlung des Raumes Sassenberg bereits in der Bronze- und Eisenzeit. Neben Grabhügeln sind obertägig nicht sichtbare Urnenfriedhöfe eine typische Form der Friedhöfe im Münsterland zu dieser Zeit. Die Bedeutung des Gräberfeldes wird noch gesteigert durch die Tatsache, dass das Gräberfeld an erhöhter Stelle auf dem sog. Uhlenknapp angelegt wurde. Dies muss als Beleg für die besondere Bedeutung des Uhlenknapps in der Totenverehrung gesehen werden. |         | 26.03.1992       | 9               |
|      | Vorgeschichtlicher Fundplatz Sassenberg Süd (ohne Bewuchs)  | Gröblingen/Sassenberg | Durch Geländebegehungen wurde auf dem Höhenzug südlich Sassenberg ein ausgedehnter Fundplatz nachgewiesen. Das Fundmaterial umfasst Keramik, die innerhalb der Vor- und Frühgeschichte noch nicht näher einzuordnen ist sowie Keramik des späten Mittelalters und der frühen Neuzeit. Nach derzeitigem Kenntnisstand handelt es sich um eine zu mehreren Perioden belegte Siedlung. Das Bodendenkmal ist siedlungsgeschichtlich von Bedeutung. Es handelt sich um einen frühen Nachweis der Besiedlung des Raumes Sassenberg. Die Topographie des Siedlungsplatzes ist typisch für Siedlungen der Vor- und Frühgeschichte sowie des Mittelalters im Münsterland. Das Bodendenkmal ist bedeutend für die Geschichte des Menschen im heutigen Sassenberg. Eine historisch-topographische wie archäologische Erforschung des Fundplatzes kann ergeben, dass die Siedlung eine der Keimzellen der Besiedlung des heutigen Sassenberg war. |         | 26.03.1992       | 10              |